# Klampenborg (ö)

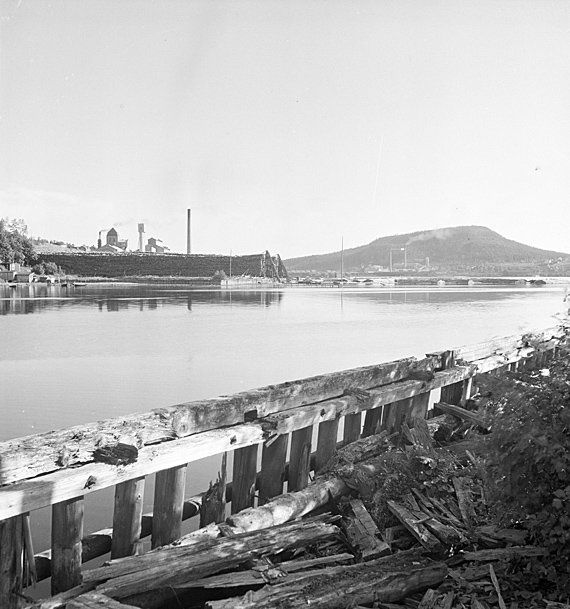
Klampenborg

Klampenborg är en ö och ett naturreservat som ligger i Ljungans mynning i Svartviksfjärden vid Essvik i Njurunda socken i Sundsvalls kommun. Ön som ursprungligen kallades Dårholmen blev ett kommunalt naturreservat 1993. Naturreservatet är knappt 64 hektar stort varav 25 hektar på land.
På ön finns spår av mänskliga aktiviteter från tidig järnålder, bland annat finns här ett stort gravfält. År 1864 köptes ön av Jens Bing och Anders Petter Hedberg och ett sågverk anlades på ön. Ett helt samhälle byggdes upp runt sågverket som drevs fram till 1932. Som mest bodde cirka 400 personer på ön. De sista bofasta lämnade ön på 1960-talet och idag är samtliga byggnader rivna. 